# Ana y los otros
Ana y los otros es una película argentina con guion y dirección de Celina Murga que fue estrenada el 19 de enero de 2006 con Juan Cruz Díaz la Barba, Natacha Massera, Camila Toker e Ignacio Uslenghi como principales protagonistas. Pertenece al género dramático, fue filmada en la ciudad de Paraná en la provincia de Entre Ríos, Argentina. y es el primer largometraje de su autora. La película obtuvo el Premio Especial del Jurado en el Buenos Aires Festival Internacional de Cine Independiente del 2003.

## Sinopsis
Después de estar ausente varios años Ana vuelve a Paraná, su ciudad natal y al encontrar en el diario local una foto de su novio de su adolescencia comienza a buscarlo, lo que le lleva a encontrarse con distintas personas en diversos lugares de la ciudad al mismo tiempo que van fluyendo recuerdos de su pasado.

## Reparto
- Juan Cruz Díaz la Barba	... 	Matías
- Natacha Massera	... 	Natalia
- Camila Toker	... 	Ana
- Ignacio Uslenghi	... 	Diego
- Maximiliano Sauca ...     Jony

## Comentarios
Yvonne Yolis escribió que de la protagonista 

“se sabe muy poco de su pasado, casi nada de su presente y tampoco es posible adivinar sus intenciones….el relato pone al espectador a observar a Ana, a contemplarla pausadamente. Ana pregunta, conversa, escucha las historias que le cuentan y comienza a recopilar información sobre un viejo amor, Mariano. Los otros son quienes entablan diálogos con ella sobre el amor, las relaciones de pareja, la búsqueda de la persona ideal. A la manera del cine de Eric Rohmer, en la primera parte de la película la palabra es el motor de la narración. En la segunda parte, cuando Ana haya juntado suficientes datos como para ir en busca de Mariano, el film pasará a la acción y se acercará más al cine de Abbas Kiarostami… Del realizador iraní recordaremos sus trayectos en auto, sus esperas y tiempos lentos, sus finales abiertos.”

La película, filmada siempre desde el punto de vista de Ana, no juzga a sus personajes porque se hayan ido o se hayan quedado en el lugar, simplemente los retrata como ella los ve, haciendo lo que hacen todos los días. Tampoco es una historia convencional de amor; Mariano, a quien nunca se lo ve directamente, funciona como una excusa para el recorrido de Ana, para sus dubitaciones, para sus encuentros. Como el acercamiento a un niño, al final de la película, quien le develará muchas verdades y la guiará, casi sin saberlo, hacia lo que ella estaba buscando.

## Declaraciones de la directora
En el curso de una charla que sostuvo con críticos de cine y el público Celina Murga se refirió a varios aspectos de la película. 
Murga contó que la idea inicial se refería a un personaje que vuelve a Paraná, su ciudad natal, ya que si bien la película no era autobiográfica, respondía a cierta necesidad suya de hablar sobre ella. Al principio había diseñado una historia que transcurría en un lugar cerrado, un casamiento familiar, y que tenía tramas paralelas y muchos más personajes pero luego la directora advirtió que necesitaba centrarse más en el personaje de Ana y decidió "sacarla a la calle" para que la ciudad tuviera mucho más protagonismo. Por otra parte –dice- la película no nació como una historia de amor, sino que era ese viaje de búsqueda de Ana; lo otro fue apareciendo, sumándole mucho, y se convirtió en una historia de amor.
Salvo en la escena final, el punto de vista de la película se mantiene en Ana, lo cual fue una decisión clara desde el inicio del guion pues intenta contar lo que le va pasando a ella. Para transmitir los estados internos de Ana la directora no recurre a imágenes pues dice, citando a Eric Rohmer, que prefiere tratar de descubrir "lo invisible a través de lo visible", agregando que considera fue mu buena la elección para ese papel de Camila Toker porque logró cierto misterio en el personaje que hace que uno esté todo el tiempo prendado de observarla y queriendo encontrar qué hay por detrás.
Con el guion más avanzado hizo en Paraná una especie de “casting” que en realidad eran varias entrevistas, en convocatoria abierta, en las que se quedaba hablando con la gente. De ahí surgieron situaciones nuevas, pedazos de historia y algunos personajes, por ejemplo el creado para alguna actriz que me gustaba pero para la que no tenía ningún rol. Así es como se fue terminando de definir el guion y resultó el tono de los diálogos, las palabras...
Según el análisis que hace ahora la directora, ese proceso de hacer el guion le llevó tanto tiempo porque es una historia que está construida con escenas que tienen entidad en sí mismas pero nexos bastante débiles entre ellas. No hay una trama que tire tan claramente para adelante sino escenas que se van convirtiendo en una suma.
Para Murga, el personaje de Mariano siempre está presente pero como una excusa para contar el viaje de Ana. De hecho, en el primer guion Mariano era un piano que ella iba a buscar. Al avanzar con el guion el tema del amor fue cobrando importancia y, por ejemplo, en la mayoría de los diálogos se hace referencia a las relaciones de pareja. La película cuenta muy poco del pasado de Ana y nada sobre su estadía en Buenos Aires ni sobre la razón de su retorno. Según Murga el filme tiene como dos partes: una primera, con una estructura mucho más vaga, donde las escenas son más inconexas, en el sentido de que el orden podría ser arbitrario, en la que Ana habla con sus amigos y conocidos indagando sobre qué significa el amor y cómo se sabe cuál es el amor de tu vida. Ella está más dubitativa, deambula, no sabe bien a qué fue, pregunta, pero no se anima, no dice mucho. En la segunda parte, luego que Ana decide ir adonde está Mariano, la película toma una línea de acción clara y la estructura del filme intenta acercarse al estado de ánimo de la protagonista. En la charla la directora acepta la observación del crítico Pablo Suárez en el sentido de que las dos partes se vinculan a dos referentes del cine universal: Eric Rohmer en la primera parte y Abbas Kiarostami en la segunda y señala que eso fue una decisión deliberada.
Sobre el tono de la película la directora señala que no quería una historia centrada en un personaje que vuelve a su lugar de origen para solucionar algo o en algún drama pendiente sino la narración del encuentro de Ana con la ciudad y su gente con cierta nostalgia o melancolía, pero también con mucho de felicidad.
Respecto del papel del nene que aparece hacia el final Murga afirma que hoy entiende que tiene la función muy evidente de ayudar a Ana a encontrar lo que estaba buscando en ese momento, a terminar su historia, pero esto recién lo descubrió al terminar el filme, por lo que en realidad fue “una de las cosas que me salieron de manera más inconsciente”.